# Menachem Magidor
Menachem Magidor (né en 1946) est un mathématicien israélien qui est spécialiste en logique mathématique, en particulier la théorie des ensembles. 

## Biographie
Menachem Magidor est né à Petah Tikva , le 24 janvier 1946. 
Il a reçu son doctorat en 1973 à l'université hébraïque. Sa thèse, On Super Compact Cardinals, a été rédigée sous la supervision d'Azriel Lévy.

## Théories mathématiques
Magidor obtenu plusieurs résultats d'envergure sur les pouvoirs des cardinaux singuliers, permettant de développer considérablement la méthode de forcing. Il a généralisé le forcing de Prikry (en) afin de changer la cofinalité d'un grand cardinal pour un cardinal régulier prédéterminé. Il a prouvé que le plus petit cardinal fortement compact (en) peut être égal au plus petit cardinal mesurable ou au plus petit cardinal supercompact (en) (mais pas en même temps). En supposant la cohérence de très grands cardinaux, il a construit des modèles (1977) de la théorie des ensembles avec des premiers exemples d'ultrafiltres non-réguliers sur de très petits cardinaux (liés au célèbre problème de Guilmann Keisler concernant l'existence d'ultrafiltres non-réguliers), même avec l'exemple des sauts de cardinalité des ultrapuissances. Il a prouvé qu'il est cohérent que {\displaystyle \aleph _{\omega }} est un cardinal fortement limite, mais {\displaystyle 2^{\aleph _{\omega }}=\aleph _{\omega +2}}. Il a même renforcé la condition que {\displaystyle \aleph _{\omega }} est fortement limite par le fait que l'hypothèse du continu généralisée (GCH) est vraie en-dessous de {\displaystyle \aleph _{\omega }}. Cela a constitué une solution négative à l'hypothèse des cardinaux singuliers (en). Les deux preuves utilisent la cohérence de très grands cardinaux. Magidor, Matthew Foreman et Saharon Shelah ont formulé et prouvé la cohérence du maximum de Martin, une forme prouvablement maximale de l'axiome de Martin. Magidor a également donné une preuve simple des lemmes couvrants (en) de Jensen et de Dodd-Jensen. Il a prouvé que si 0# (zéro dièse (en)) n'existe pas, alors tout ensemble fermé primitif récursif d'ordinaux est la réunion dénombrable d'ensembles dénombrables appartenant à {\displaystyle L}.

## Prix et distinctions
Il a été président de l'université hébraïque de Jérusalem, mais aussi président de l'Association for Symbolic Logic (ASL) de 1996 à 1998 et, de 2016 à 2019, président de la Division de logique, méthodologie et philosophie des sciences et de la technologie de l'Union internationale d'histoire et de philosophie des sciences (DLMPST/IUHPS). 
En 1986 il est orateur invité au congrès international des mathématiciens à Berkeley. En 1997 il est conférencier Tarski. En 2005 il est Gödel Lecturer, avec une conférence intitulée Skolem-Lowenheim theorems for generalized logics.
En 2016, il est élu membre honoraire étranger de l'Académie américaine des arts et des sciences.

## Sélection d'articles publiées
- (en) Magidor, Menachem, « On the singular cardinals problem. I », Israel J. Math., vol. 28, nos 1–2,‎ 1977, p. 1–31 (DOI 10.1007/BF02759779)
- (en) Magidor, Menachem, « On the singular cardinals problem. II », Ann. Math. (2), The Annals of Mathematics, Vol. 106, No. 3, vol. 106, no 3,‎ 1977, p. 517–547 (DOI 10.2307/1971065, JSTOR 1971065)
- (en) Foreman, Matthew, Magidor, Menachem et Shelah, Saharon, « Martin's maximum, saturated ideals, and nonregular ultrafilters. I », Ann. of Math. (2), The Annals of Mathematics, Vol. 127, No. 1, vol. 127, no 1,‎ 1988, p. 1–47 (DOI 10.2307/1971415, JSTOR 1971415)
- (en) Foreman, Matthew, Magidor, Menachem et Shelah, Saharon, « Martin's maximum, saturated ideals, and nonregular ultrafilters », Ann. of Math. (2), The Annals of Mathematics, Vol. 127, No. 3, vol. 127, no 3,‎ 1988, p. 521–545 (DOI 10.2307/2007004, JSTOR 2007004)
- (en) Foreman, Matthew et Magidor, Menachem, « Large cardinals and definable counterexamples to the continuum hypothesis », Annals of Pure and Applied Logic, vol. 76, no 1,‎ 1995, p. 47–97 (DOI 10.1016/0168-0072(94)00031-W)
- avec Akihiro Kanamori : The evolution of large cardinal axioms in set theory, in: Higher set theory (Proc. Conf. Math. Forschungsinst. Oberwolfach, 1977), Lecture Notes in Mathematics, 669, Springer, 99-275.